# 紫紅短吻獅子魚
齊氏短吻獅子魚，為輻鰭魚綱鮋形目杜父魚亞目獅子魚科的其中一種，分布於西北太平洋美國阿拉斯加Amchatka Pass海域，棲息深度150-850公尺，為深海底棲性魚類，體長可達32公分，屬肉食性，生活習性不明。

## 擴展閱讀
維基物種上的相關：齊氏短吻獅子魚